# فوتبال در بازی‌های آسیایی ۱۹۷۴
فوتبال یکی از ورزش‌های بازی‌های آسیایی ۱۹۷۴ است که از ۲ تا ۱۵ سپتامبر ۱۹۷۴ (۱۱ تا ۲۴ شهریور ۱۳۵۳) در تهران برگزار شد.

## مدال‌آوران
| رویداد | طلا   | نقره    | برنز  |
| مردان  | ایران | اسرائیل | مالزی |